# Superintendentura Galicji i Bukowiny
Superintendentura Galicji i Bukowiny (niem. Superintendentur Galizien und Bukowina, do 1902 Superintendentura lwowska, niem. Lemberger Superintendenz) – była diecezja Kościoła ewangelickiego austriackiej Przedlitawii powstała po wydzieleniu z superintendentury morawsko-śląsko-galicyjskiej w 1804, po I wojnie światowej przekształcona w Kościół Ewangelicki Augsburskiego i Helweckiego Wyznania w Małopolsce.

## Historia
W wyniku I rozbioru Polski w 1772 państwo Habsburgów otrzymało południową Polskę, późniejszą Galicję. Niebawem na jej terytorium rozpoczęła się kolonizacja osadników niemieckich, a w 1774 cesarzowa Maria Teresa Habsburg wydała patent, który zezwalał wybudować osadnikom wyznania ewangelickiego domy modlitwy i powołać kaznodziejów we Lwowie, Jarosławiu, Brodach, Zamościu i Zaleszczykach. Po objęciu rządów przez Józefa II do tych uprzywilejowanych gmin we wrześniu 1781 dołączyły również Biała i Podgórze, a w październiku wydany został Patent Tolerancyjny, który umożliwił powstanie wielu nowych zborów. Józef II zintensyfikował również kolonizację nowych osadników niemieckich (kolonizacja józefińska), póśród których ponad 45% było wyznania luterańskiego, a ponad 12% reformowanego (również kilkadziesiąt rodzin mennonickich, których od 1790 zaczęto wbrew ich woli traktować jak luteran). 
Pierwsze parafie rolniczych kolonistów józefińskich powstały w Stadle i Reichsheim. Do 1788 z 7 projektowanych przez nich domów modlitwy powstały 4 (w Podgórzu, Stadle, Reichsheim i Reichau, a w budowie był dom modlitwy w Brigidau), a w sumie było ich w Galicji 10. W 1790 zorganizowanych było już 12 pastoratów. 
W 1784 powstała superintendentura dla Moraw, Śląska i Galicji, a pierwszym superintendentem został pastor cieszyński Jan Traugott Bartelmus. Na jego polecenie obszar Galicji został w 1790 podzielony na dwa senioraty: zachodni (bialski, z 5 zborami: Biała, Podgórze, Reichsheim, Ranischau i Stadło) i wschodni (lwowski, ze zborami Lwów, Brigidau, Dornfeld, Hartfeld, Zaleszczyki). 
Obszar ten okazał się jednak zbyt duży dlatego pod koniec 1803 roku obszar Galicji został wydzielony, aby utworzyć nową superintendenturę, której pierwszym superintendentem został Józef Paulini. Podporządkowano jej również zbory w Bukowinie, a podzielono ją na trzy senioraty. W okresie późniejszym powstał również seniorat galicyjski helweckiego wyznania.
Urząd superintendenta obejmowali kolejno (lata urzędowania w nawiasach):
- Józef Paulini (1804–1806)
- Samuel Bredetzky (1808–1812)
- Samuel Fuchs (1813–1817)
- Friedrich Wilhelm Stockmann (1818–1831)
- Adolf Theodor Haase (1833–1870)
- Jacob Hönel (1871–1885)
- Carl Gustav Zipser (1886–1896)
- Hermann Fritsche (1897–1918)

Według schematyzmu kościelnego z 1875 podział superintendentury przedstawiał się następująco:
Seniorat zachodni (Westliches Seniorat)
- Kraków (Krakau)
- Biała (Biala)
- Nowy Sącz (Neu-Sandez)
- Stadła (Stadlo)
- Nowy Gawłów (Neu-Gawlow)
- Raniżów (Ranischau)
- Czermin (Hohenbach)

Seniorat środkowy/średni (Mittleres Seniorat)
- Brygidyn (Brigidau)
- Ternopilja (Dornfeld)
- Gelsendorf
- Bandrów (Bandrow)
- Hartfeld
- Podlesie (Reichau)
- Józefów
- Jarosław (Jaroslau)
- Lwów (Lemberg)

Seniorat wschodni (Westliches Seniorat)
- Czerniowce (Czernowitz)
- Iacobeni (Jakobeny)
- Ugartsthal
- Radowce (Radautz)
- Ilișești (Illischestje)
- Zaleszczyki (Zaleszczyk)

Seniorat galicyjsko-helwecki (Galizisch=helvetisches Seniorat)
- Măneuți (Andraschfalva)
- Wola Zarczycka (Königsberg)
- Korosnica (Josefsberg)
- Kołomyja-Baginsberg-Mięczykówka

W 1902 zmienioną nazwę superintendentury z lwoskiej na galicyjsko-bukowińską. W 1913 roku powyższe 4 senioraty liczyły 33 zbory zrzeszające ponad 57 tysięcy wiernych. Po upadku Austro-Węgier i odzyskaniu przez Polskę niepodległości zbory te zostały odcięte od władz kościelnych w Wiedniu, a część zborów w Bukowinie znalazła się również w granicach Rumunii. W 1920 przedstawiciele zborów w granicach Polski postanowili funkcjonować jako samodzielny Kościół Ewangelicki Augsburskiego i Helweckiego Wyznania w Małopolsce, na czele którego stanął dotychczasowy superintendent Hermann Fritsche.